# Ida D'Ippolito Vitale
Ida d'Ippolito Vitale (Nicastro, 7 marzo 1948) è una politica italiana.

## Biografia
Laureata in lettere classiche e in giurisprudenza, è docente e avvocato. Coniugata con tre figli, dal 1974 è docente di ruolo di materie umanistiche presso il liceo classico "F. Fiorentino" di Lamezia Terme, ha svolto attività di assistente ordinaria di filologia medievale e umanistica presso l'Università di Messina dove ha superato il relativo concorso; poi ricercatrice all'Università della Calabria, nel Dipartimento di Scienze dell'Educazione e all'Università di Catanzaro presso la cattedra di epigrafia giuridica.
Collabora con testate regionali e nazionali su argomenti di interesse politico, economico e sociale.

### Carriera politica
Candidata nel 1991 nelle liste della Democrazia Cristiana al consiglio comunale del Comune di Lamezia Terme, risulta essere una delle prime elette.
Aderisce al movimento Forza Italia nel 1994 e viene eletta, nello stesso anno, al Senato della Repubblica. Nel corso della XII Legislatura ricopre l'incarico di Vice Presidente della IX Commissione
Permanente Agricoltura e Produzione Agroalimentare, e di componente - capogruppo della I Commissione Affari Costituzionali.
Alle elezioni politiche del 1996 risulta eletta alla Camera dei deputati nelle liste di Forza Italia, in Calabria, in seguito all'opzione, arrivata dopo alcuni mesi dalle elezioni, di Vittorio Sgarbi, eletto in più circoscrizioni. Nella XIII Legislatura è membro della Giunta per il Regolamento, è componente della V Commissione Permanente Bilancio, della IX Agricoltura e Produzione Agroalimentare e della XIV Politiche U.E, oltre che membro della Commissione parlamentare consultiva – bicamerale – per la riforma del Bilancio Statale.
Dal 1997 al 2001 ricopre, contestualmente alla carica di deputato, quella di consigliere comunale nella città di Lamezia Terme.
Dal 1999 è delegata dalla Presidenza della Camera – nel processo costituente dell'“Europa politica” – alla periodica presenza nel Parlamento europeo a Bruxelles in vista del vertice di Nizza (dicembre 2000).
Nel 2001 è eletta al Senato della Repubblica come candidata della coalizione di centrodestra, la Casa delle Libertà. Nella XIV Legislatura è componente del comitato direttivo del gruppo parlamentare di Forza Italia al Senato, è membro della IX Commissione permanente Agricoltura e Produzione Agroalimentare, Vice Presidente della X Commissione permanente Industria, Commercio, Turismo, oltre che membro della Commissione bicamerale per l'Infanzia. Nominata dalla Presidenza del Senato come sua rappresentante nel “Forum Euromediterraneo delle donne parlamentari”. Successivamente è responsabile nazionale del Dipartimento per le Politiche di Coesione e Sviluppo del Sud di Forza Italia. Dal 13 aprile 2005 ricopre il ruolo di Presidente della Commissione per la Parità e le Pari Opportunità nel Senato.
Alle elezioni politiche del 2006 ritorna alla Camera subentrando a Gianfranco Micciché appena eletto Presidente dell'Assemblea Regionale Siciliana, eletta sempre per FI, membro della VI Commissione permanente Finanze e componente della Commissione Bicamerale di Inchiesta sul Fenomeno della Criminalità Organizzata Mafiosa o Similare.
È riconfermata deputata alle elezioni politiche del 2008, nella lista del Popolo della Libertà nella circoscrizione Calabria.
Componente della Commissione Speciale per l'esame di disegni di legge di conversione di Decreti-Legge, Componente della XIII Commissione Agricoltura, Segretario della II Commissione Giustizia e componente della Commissione Bicamerale di Inchiesta sul Fenomeno della Criminalità Organizzata Mafiosa o Similare.
Si candida a sindaco alle elezioni comunali di Lamezia Terme nel 2010, ma perde ai ballottaggi contro il candidato di centro-sinistra Giovanni Speranza.
Il 3 novembre 2011 abbandona il gruppo parlamentare del PdL per aderire a quello dell'Unione di Centro.
Il 6 dicembre 2011 viene nominata Responsabile nazionale del dipartimento per la Coesione e lo Sviluppo. Resta alla Camera fino al 2013.